# Karina Milei
Karina Elizabeth Milei (Buenos Aires, 28 de març de 1972) és una política argentina d'extrema dreta i actual secretària general de la Presidència de la Nació Argentina des de la seva designació pel seu germà, el president Javier Milei, el 10 de desembre de 2023.
Va ser la cap de la campanya presidencial del seu germà durant les eleccions del 2023. Javier Milei es refereix sovint a ella com "El cap" ("El Jefe" en castellà, utilitzant la forma masculina del substantiu en comptes del femení "La Jefa"), destacant-la sempre com una de les seves principals conselleres.

## Vida i carrera
Va néixer a Buenos Aires l'any 1972, dos anys després del seu germà. Són els fills únics del matrimoni de Norberto Milei i Alicia Lucich. Javier es va mantenir lluny dels seus pares, sent Karina el seu únic familiar amb qui va mantenir contacte durant molts anys. Segons CNN i BBC, Javier va patir assetjament i violència domèstica. Karina era en aquell moment l'únic suport psicològic durant la seva infància. Tot i l'hermetisme de Karina, en algunes entrevistes Javier va confirmar alguns aspectes de la seva relació amb ella. Va afirmar que el seu pare el va sotmetre a fortes pallisses i va intentar buscar protecció a la seva germana. Javier va comparar la seva germana amb Moisès, afirmant: "Ella és Moisès, jo només sóc una divulgadora.".
És llicenciada en relacions públiques per la Universitat Argentina d'Empresa i també va estudiar màrqueting a la Universitat de Belgrano. Abans de participar en política amb el seu germà, era la seva directora financera. Karina també va estudiar per ser pastissera, escultora i lectora de tarot, activitats que feia com a aficions i feina.
El nomenament de Karina com a secretària general de la Presidència el 10 de desembre de 2023, va ser possible després que Javier fos investit com a president el mateix dia, i un dels seus primers actes va ser la modificació d'un decret, que va ser aprovat pel seu predecessor Mauricio Macri, que prohibia la nominació de familiars del president a càrrecs del gabinet.
No té fills ni parella coneguda. El seu interès per l'esoterisme, així com la seva relació amb el seu germà Javier, els rumors sobre la seva influència en ell, en la seva carrera política i en els seus càrrecs polítics, han atret molt l'atenció mediàtica a l'Argentina, cosa que ell va negar.